# Timothy Bright
Timothy Bright (auch Timothe Bright, * um 1551; † 1615) war Hospitalarzt und Landpfarrer in England und Entwickler eines Stenografiesystems.

## Leben und Wirken
Er veröffentlichte 1588 mit seinem Werk Characterie („Zeichenkunst“) das erste Lehrbuch für Stenografie in englischer Sprache. Angeregt wurde Bright durch die Tironischen Noten und die Geheimschrift. Seine Schrift ist eine Wortstenografie mit 18 Buchstaben, die aus einem senkrechten Stab mit Ansätzen am Kopf des Stabes bestehen (so genannte Stabstenografie). Um eine größere Anzahl von Zeichen zu erhalten, wurden den Stäben dann noch Ansätze am Fuß des Stabes hinzugefügt. Timothy Bright hatte einflussreiche Freunde. Königin Elisabeth I. verlieh ihm für 15 Jahre das Sonderrecht, alleine kurzschriftliche Bücher herauszugeben.
In dieser Schrift wurden auch die Schauspiele William Shakespeares heimlich aufgezeichnet. Die Eigenarten der Brightschen Kurzschrift erklären auch die Unstimmigkeiten bei den Texten der Dramen.

## Schriften (Auswahl)
- A treatise: wherein is declared the sufficiencie of English medicines, for cure of all diseases, cured with medicine. London 1580 (Digitalisat).
- Hygieina, id est de sanitate tuenda medicinae pars prima. London 1582 (Digitalisat).
- In physicam Gulielmi Adolphi Scribonii. Cambridge 1584 (Digitalisat).
- A treatise of melancholie. London 1586 (Digitalisat).
- Characterie. an arte of shorte, swifte, and secrete writing by character. London 1588 (Digitalisat).
  - Timothy Bright: Characterie von 1588 (Nachdruck von 1888, der viele Fehler enthält) (PDF-Datei; 3,47 MB)
- An abridgement of the booke of acts and monumentes of the Church. London 1589 (Digitalisat, Volltext).